# 雙子山信號場
雙子山號誌站（日语：／ Futagoyama Shingō jō */?）是位於和歌山縣東牟婁郡周參見町和深川，西日本旅客鐵道（JR西日本）的紀勢本線號誌站。在見老津站至周參見站之間為距離近10公里的單線路軌。在開設此號誌站後，成為JR西日本紀勢本線內唯一單線區間的號誌站。在和歌山站至紀伊田邊站之間成為複線鐵路前，曾設有南廣號誌站（現時在廣川海灘站站附近）。

## 構造
此號誌站用作列車交會之用。近海邊的路軌為（1號線）本線，為一線通過的結構，副本線是近內陸的路軌（2號線），兩方向均設有出發信號機。當通行列車交會時，不會按上下行列車分別使用不同路線，使用1號線的列車為通過列車，2號線的為等待1號線通過列車而進行運輸停車。此外，1號線在周參見方向，2號線在見老津方向，各設有安全側線。通常此號誌站無人當值，由和歌山指令所遠隔操作和監視。在毎年與串本站和白濱站共同設有1次緊急處理演練。

## 歷史
- 1965年（昭和40年）2月27日 - 國鐵開設此號誌站。
- 1987年（昭和62年）4月1日 - 伴隨國鐵分割民營化，號誌站由西日本旅客鐵道（JR西日本）營運

## 周邊
號誌站位於雙子山山落，在山谷中間設置號誌站。

## 相鄰車站
西日本旅客鐵道
紀勢本線
見老津－（雙子山信號站）－周参見